# Galm
Galm is een geluidverschijnsel dat ontstaat bij herhaaldelijke weerkaatsing van geluid. De geluidsbron zelf kan al dan niet nog hoorbaar zijn. Als een weerkaatsing wordt waargenomen, nadat de geluidsbron reeds is gestopt, spreekt men van echo.

## Natuurlijke galm
Galm ontstaat door vele malen herhaalde reflecties van geluid tegen de wanden en objecten. Door de verschillende afstanden tussen de bron en de weerkaatsingspunten ontstaat - in tegenstelling tot bij een echo - een complex reflectiepatroon.
De mate van galm in een ruimte wordt opgegeven als nagalmtijd. De nagalmtijd van een ruimte kan met een meetinstrument worden bepaald, in zijn simpelste vorm door een microfoon en een tijdschrijver. De grootte van de ruimte is een belangrijke factor voor de nagalmtijd, maar ook het materiaal waar de wanden van gemaakt zijn, of waar de wanden mee bekleed zijn. Hout absorbeert bijvoorbeeld meer geluid dan beton, waardoor de galmtijd van een houten ruimte aanzienlijk korter is. Geluidsgolven worden dus dikwijls meerdere keren gereflecteerd. Bovendien absorbeert een materiaal niet alle frequenties even sterk, waardoor iedere galm zich ook kan onderscheiden door zijn spectrale verloop.
De mate van galm is goed te beoordelen bij een impulsgeluid zoals klappen in de handen. Als de tijd tussen het horen van het directe geluid en de eerste reflectie kleiner is dan 35 - 50 ms zal het spectrum van de reflectie soortgelijk zijn aan het origineel, en wordt de akoestiek van de ruimte beoordeeld als intiem, mits de uiteindelijke galmtijd niet te groot wordt (minder dan ca 1,2 seconde). Als reflecties minder talrijk zijn en afzonderlijk van het origineel gehoord worden spreekt men van echo. De grens tussen echo en galm is niet duidelijk aan te geven.

## Kunstmatige of nagebootste galm
In de muziek en in de geluidstechniek wordt veel gebruikgemaakt van kunstmatige galm, in het Engels reverb genoemd (to reverberate: weerkaatsen). Hierbij wordt het galmpatroon van een ruimte veelal elektronisch gesimuleerd. Dit biedt als voordeel dat men niet meer beperkt is tot de galm van een bepaalde ruimte. Galm kan zowel analoog als digitaal gesimuleerd worden.

### Analoge galm
- Les Paul bereikte in de jaren 1950 zijn galmeffect door een luidspreker aan de ene zijde van een afgedankte melktank te plaatsen en de galm op te nemen met een microfoon. In sommige grote geluidsstudio’s werden in de periode daarop galmkamers met een gelijksoortig principe gebouwd.

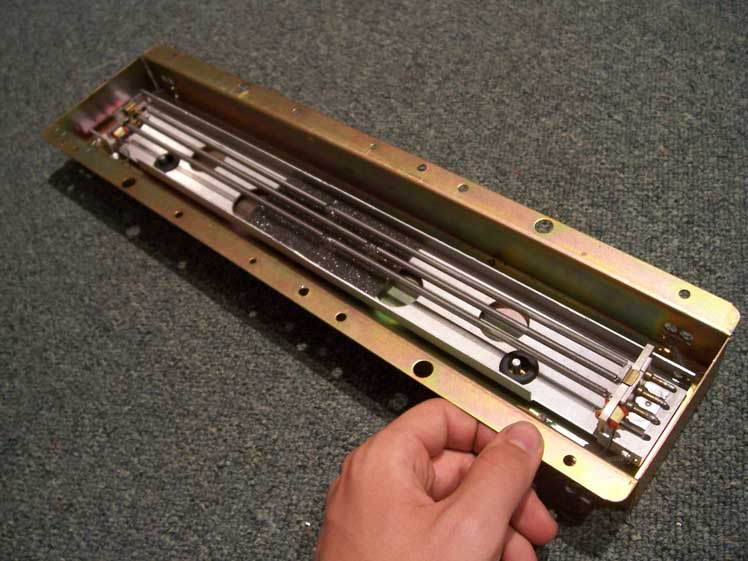
Een verengalm

- Een verengalm bestaat uit een of meerdere springveren. Deze veren worden fysiek in trilling gebracht door een spoel. Deze spoel wordt gestuurd door het geluidssignaal. Aan de andere kant van de veren worden de bewegingen weer omgezet in een elektrisch signaal door een pick-up. Hoewel deze galmsimulatie weinig realistisch klinkt, wordt een verengalm vaak toegepast bij gitaarversterkers.
- In een plaatgalm zorgt een grote metalen plaat voor de simulatie. Overeenkomstig met een verengalm wordt door middel van een spoel de plaat in trilling gebracht. De trillingen worden opgepikt door een pick-up. Door de plaat te dempen kan de galmtijd worden beïnvloed.

Men ervaart de klankkwaliteit van een plaatgalm doorgaans realistischer dan die van een verengalm. Met behulp van externe toonregeling kan de klankkleur van de galm aangepast worden.

### Digitale galm
Met de komst van microprocessors werden ook digitale galmsimulaties mogelijk. Door middel van wiskundige modellen worden ruimtes gesimuleerd. Het belangrijke voordeel is dat tal van eigenschappen hiervan kunnen worden veranderd. In de regel zorgt een complexer model voor een hogere klankkwaliteit.
Digitale galm kan ingebouwd zijn in hardware, maar ook in software.

### Convolutie
In plaats van het simuleren van ruimtes kan een bepaalde ruimte gesampled worden. Hiervoor wordt de impulsrespons van de ruimte opgenomen. Een impulsrespons is het gemeten signaal (in het tijddomein) van een ruimte als gevolg van een zeer kort geluid (een klap, een tik, enz.). Met convolutiegalm wordt het tijdsignaal geconvolueerd met de impulsrespons van de na te bootsen ruimte. De werking hiervan vertoont enkele overeenkomsten met die van een vocoder. Dit proces is zeer rekenintensief. Convolutietechniek wordt sinds de jaren 2010 ook voor andere functies dan galm gebruikt zoals luidsprekersimulatie voor elektrische gitaar en microfoonsimulatie voor elektrisch-akoestische gitaren.